# Klášter kapucínů (Vídeň)
Kapucínský klášter ve Vídni (německy Kapuzinerkloster Wien) je konvent řeholního řádu kapucínů ve Vídni. Společně s kapucínským kostelem se nachází na náměstí Neuer Markt ve čtvrti Vnitřní Město. Pod budovou kláštera se nachází slavná kapucínská hrobka císařů, rodová hrobka panovnického rodu Habsburků a habsbursko-lotrinské dynastie.

## Dějiny

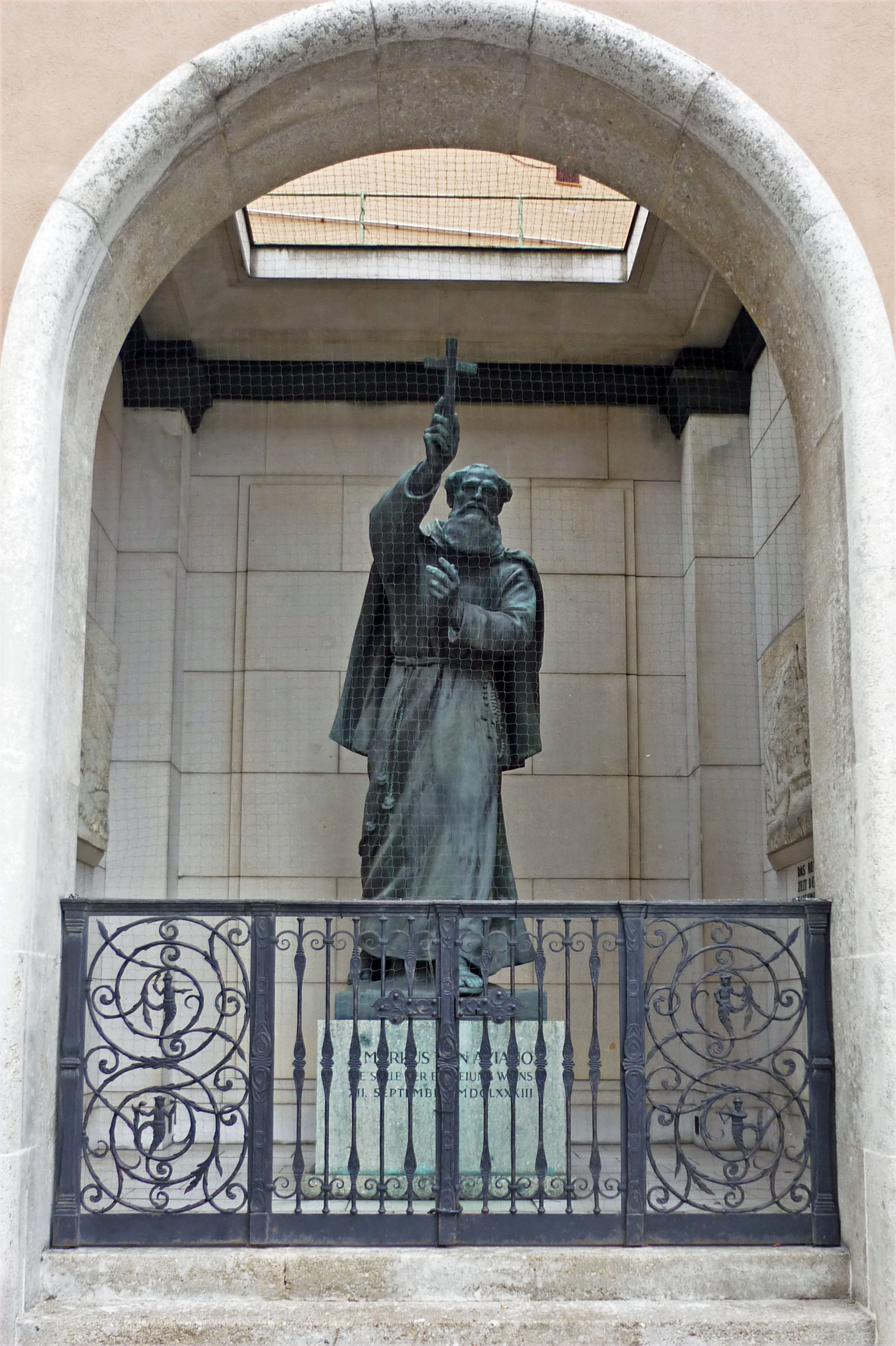
Socha sv. Marka z Aviana na vnější straně kapucínského kláštera

Klášter řádu kapucínů ve Vídni, včetně klášterního kostela a císařské hrobky, byl založen roku 1618 dle jejího přání v závěti císařovny Anny (1585–1618), manželky císaře Matyáše (1557–1619). Za panování Ferdinanda II. (1578–1637) byl 8. září 1622 položen základní kámen tehdejšího Mehlmarkt resp. U Mehlgrube. Výstavba byla zahájena v roce 1622. Z důvodu vypuknutí třicetileté války se práce zdržely a kostel byl dokončen teprve roku 1632.
V 17. století žil v kapucínském klášteře kazatel Marek z Aviana, později prohlášený za blahoslaveného, který je pochován v klášterním kostele. Na vnější zdi kapucínského kláštera ho připomíná socha v nadživotní velikosti. 7. června 1766 zde zemřel kapucínský generálministr Paul von Colindres, který byl ve zdejším kostele rovněž pochován.
Kostel i klášter byly několikrát přestavovány. Průčelí kostela bylo v letech 1934 až 1936 rekonstruován podle historických předloh.

## Klášter
Od svého založení na základě závěti císařovny Anny Tyrolské zažil vídeňský kapucínský klášter mnoho změn, které zdejším mnichům přinesla jak honosné doby slávy, tak doby obtížné. Na počátku 19. století se například dokonce hrozilo vymření kapucínského společenství, proto se uvažovalo o přenesení pohřebiště Habsburků do nedalekého augustiniánského kostela, k čemuž však nakonec nedošlo. V letech 1840–1842 byl zchátralý klášter na příkaz císaře Ferdinanda I. stržen a znovu vystavěn ve své dnešní podobě.
Vídeňský kapucínský klášter spadá pod právu Rakouské provincie kapucínů se sídlem v Innsbrucku.
Na rozdíl od kapucínské hrobky a kapucínského kostela s příležitostnými výstavami nejsou prostory kláštera veřejně přístupné.

## Klášterní kostel

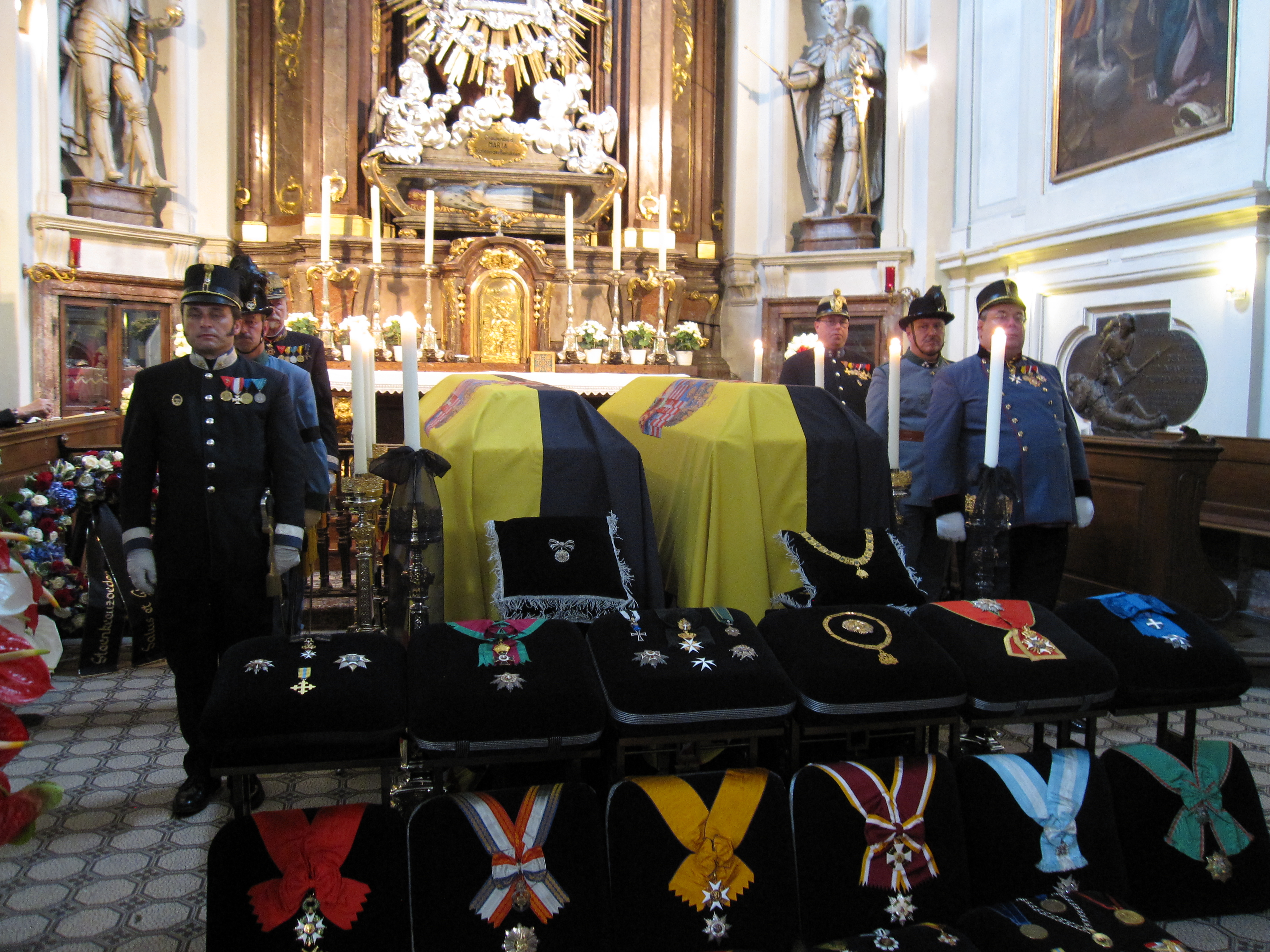
15. července 2011 – císařský pohřeb korunního prince Oty Habsbursko-Lotrinského, následníka rakouského, českého, uherského a chorvatského trůnu a jeho manželky princezny Reginy Sasko-Meiningenské v kapucínském kostele

Kostel vídeňského kapucínský kláštera je zasvěcen "Panně Marii Andělské" (Heilige Maria von den Engeln). Stavba je provedena v typicky prostém kapucínském stylu jako jednolodní budova s malým předsálím a dvěma postranními kaplemi. Oproti zcela prostému vybavení většiny interiéru kostela, jsou bohatě zdobené císařská kaple a pietní kaple (Pietàkapelle), kde se nachází hrob blahoslaveného Marka z Aviana.

## Hrobka

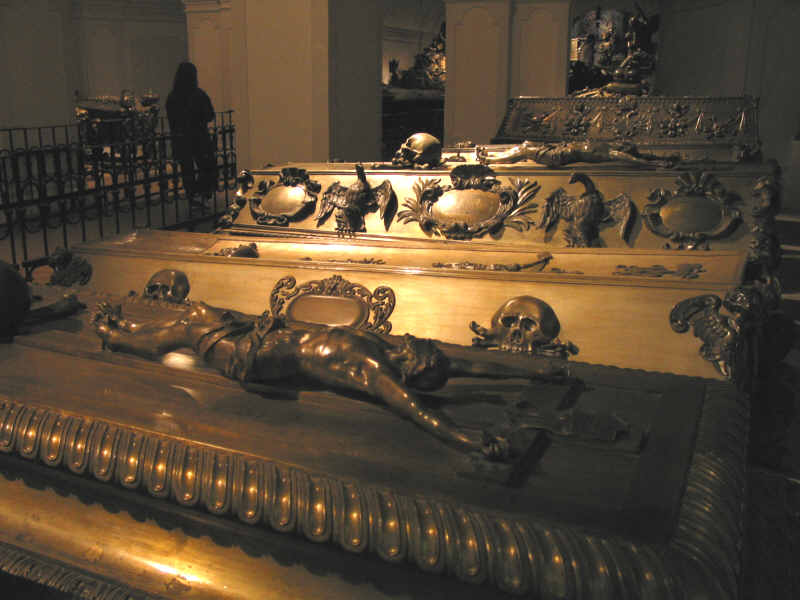
Kapucínská hrobka, rodová hrobka Habsburků a lotrinských Habsburků

Pod budovami kláštera se nachází kapucínská hrobka, nejvýznamnější pohřební místnost panovnického rodu Habsburků a habsbursko-lotrinské dynastie. Hrobka a její zařízení byly v průběhu staletí celkem osmkrát rozšiřovány a upravovány. Nejstarší část, tzv. hrobka zakladatelů (Gründergruft), leží přibližně pod císařskou kaplí.
Před smrtí císaře Karla VI. v roce 1740 byla hrobka rozšířena do té míry, že se rozkládala pod úrovní celého klášterního kostela. Jeho nástupkyně Marie Terezie brzy po svém nástupu na trůn nechala provést novou výstavbu, pro umožnění výstavby podzemní a nadzemní stavby za oltářním prostorem klášterního kostela byla přiměřeně tomu zmenšena klášterní zahrada. Pro pozdější rozšiřování hrobky byla upravována většina někdejších sklepních místností kláštera. 